# Ángel Aranda
Ángel Aranda, nacido como Ángel Pérez Aranda (Jaén, 18 de septiembre de 1932-Málaga, 21 de abril de 2024), fue un actor español que participó en alrededor de una cincuentena de películas a lo largo de su carrera cinematográfica entre 1955 y 1980.
También intervino en obras de teatro televisadas, en programas como Estudio 1 o Novela. En la década de 1960 tuvo un sonado romance con la actriz española Nuria Torray.

## Filmografía completa
- El guardián del paraíso (1955)
- Embajadores en el infierno (1956)
- Susana, pura nata (1957)
- Marisa la coqueta (1957)
- Operación Popoff (1957)
- Quince bajo la lona (1959)
- Con la vida hicieron fuego (1959)
- El día de los enamorados (1959)
- Los últimos días de Pompeya (1959)
- Molokai, la isla maldita (1959)
- Altas variedades (1960)
- Un trono para Cristy (1960)
- El coloso de Rodas (1961)
- Goliat contra los gigantes (1961)
- No dispares contra mí (1961)
- Todos eran culpables (1962)
- Donde tú estés (1963)
- El día más corto (1963)
- La bella di Lodi (1963)
- Diálogos de la paz (1964)
- Las pistolas no discuten (1964)
- Terror en el espacio (1965)
- El Greco (1966)
- ¡Qué noche, muchachos! (1966)
- Los despiadados (1967)
- Los invasores del espacio (1967)
- Cervantes (1968)
- Historia de una chica sola (1969)
- Susana (1969)
- El clandestino (1970)
- Investigación criminal (1970)
- The Arizona Kid (1970)
- Todos o ninguno (1970)
- La casa de los Martínez (1971)
- La graduada (1971)
- Matar es mi destino (1971)
- Los buitres cavarán tu fosa (1971)
- Dallas (1972)
- Los héroes millonarios (1972)
- La ley del kárate en el Oeste (1973)
- Una libélula para cada muerto (1974)
- El avispero (1975)
- Deseo (1976)
- De Dunkerque a la victoria (1978)
- Escalofrío (1978)
- Una chica llamada Marilyne (1980)